# 濱口だましシリーズ
濱口だましシリーズ（はまぐちだましシリーズ）とは、フジテレビのバラエティ番組『めちゃ2イケてるッ!』の企画の1つ。

## 概要
人を信じやすく騙されやすい性格の濱口優（よゐこ）を、架空の番組やシチュエーションを使ってだますドッキリ企画。当初は普通のドッキリ規模ではあったが、回を追うごとに仕掛けの規模が大きくなっていくのが特徴で、当初の企図を越えて「テレビはどこまで人をだませるか」という命題に挑むプロジェクトと化している。
冒頭では毎回フジテレビの会議室に濱口以外のメンバーが呼び寄せられているところに岡村が怒りながら入り、濱口を「あのボケ、腹立つわ！」などと罵倒。戸惑うメンバーに対し濱口の現状や問題点を指摘した上で岡村が「濱口優を○○（どっきりの最終目的）します！ありがとうございました」と会議を締めるのが恒例になっている（司会テストやIMPOSSIBLEなど例外あり）。このフォーマットは光浦だまし（オナベが光浦をオトせたら100万円）や、紗理奈だまし（紗理奈VSほしの）でも使われている。
ネタばらしのBGMはスターどっきり㊙報告のものをそのまま使っている。
過去の仕掛けは下記の通り。
- 1998年10月31日 - 濱口初司会で1日中ドッキリ! 抜き打ち初司会テスト!!
- 1999年1月9日 - 濱口に新しい彼女を!
- 2000年1月15日 - 史上最大の作戦 濱口をボウズに!
- 2000年4月8日・5月6日（未公開映像） - MECHAIKE IMPOSSIBLE
- 2001年12月8日・15日 - ソニン色仕掛けPV撮影
- 2003年4月12日・19日 - 史上最長180日だまし 濱口大学合格への道
- 2004年4月17日 - 濱口優の一日百万円生活
- 2006年4月8日・5月13日（未公開映像）- 株価大暴落! どぜうモンショック大作戦
- 2010年4月10日 - イツザイだらけの春祭当て逃げのスペシャル!!
- 2012年11月10日 - 濱口と重盛が番組内恋愛!?

※加えて以下の小規模な企画も含まれている。
- 1997年3月8日 - 恐怖の麦汁ボカン

当時森田一義アワー 笑っていいとも!の月曜レギュラーだったよゐこと共に、いいとも内のコーナー「恐怖のドカン大作戦」のパロディ「恐怖のボカン大作戦」をやる…のだが、重要となる親決めは細工により濱口に、そしてお題も「濱口の出演レギュラー番組」「濱口のコンビ名」などあまりにもわかりやすすぎる選択肢が出題。濱口は正しいのを選択するが当然他のメンバーに読まれており濱口の負けに。しかも、罰ゲームはリハーサルでは赤汁だったのが「麦汁（ビール）」に。酒が飲めない濱口が負けるたびにジョッキ1杯のビールを一気飲みしていき、最後には助けがないと立てないレベルまで酔ってしまった。
- 1999年8月7日 - 愛するコンビ、別れるコンビ（『愛する二人別れる二人』のパロディ）
- 2001年6月9日 - テレビジャック
- 2005年4月23日・30日 - よゐこ有野の結婚披露宴（俗に言う"結婚式"）関係
- 2006年2月11日 - 同年1月29日（濱口の誕生日）に収録。山本が首都高で交通事故に遭いガソリン漏れからあわや事故死を想像されたが、ガソリン（実際はサラダ油）にまみれた「油谷さん」が「不〜死身不死身〜私は不死身〜」と謳いながら登場。
- 2017年4月8日 - ドッキリ企画「スタジオドキリ」のひとつとして実施。実家に2年程帰省していない濱口を呼び寄せるため、両親と弟2人が家族ぐるみでドッキリを仕掛けるというもの。プランは父が、俳優である次男の濱口秀二が演技指導を担当。リュウマチ持ちの父の状態が悪化しているという近況報告を繰り返し行い、後日仕事で大阪に来ている濱口に「父がリュウマチで危ない」という状況を母と三男・濱口善幸が電話で伝え帰省する状況を作る。実家に着いたときに秀二が泣きながら出迎え、家に入ると顔に布をかけられて寝かされた父の姿を目にするが、直後に「リュウマチが悪化してりゅうちぇるになった」父が起き上がりネタばらし。

## 濱口1日中ドッキリ! 抜き打ち司会テスト!!
矢部が高速道路で事故に遭い重体のため番組を仕切れる司会がいなくなってしまったという設定の下、代わりに司会を任せられそうなメンバーとして濱口が抜擢される。矢部曰く司会のできるメンバーがもう1人ほしいということで、メンバーの中で唯一ドッキリに引っかかりそうな濱口がターゲットとなり、ちゃんと司会進行をすることができるのかという検証として、最初のドッキリがスタートした。このシリーズ初の企画ということもあり、ドッキリがバレないよう他のメンバーも含めて慎重な進行となった。以降のドッキリ企画の進行が岡村であるのに対し、この回のみ矢部が全体的な進行を行なっているのも特徴。
佐藤三羽一ディレクターが楽屋に現れて、矢部が療養中であること・司会を務めてほしい旨を頼まれてロケ開始。しかし佐藤Dも番組きってのおっちょこちょいで、さらにこの収録がディレクターとしてデビューというまったくの新人だったこともあり、多くのハプニングを予感させた。
司会テストを兼ねたコンセプトから、濱口には司会進行を妨げる多くの仕掛けが用意された。
- 台本を覚えようとした濱口に、彼が当時欲しかったブレスレットをちらつかせる
- 打ち合わせの最中に、他のメンバーが明らかに話を聞いていない
- ツッコミなどの笑いで方向修正をする必要があるほど、現場のムードが悪化する
- 司会のフォローが必要になるようなミスをメンバーがやってしまう

以上の状況に濱口は見事に引っかかり、さらに新人D佐藤が進行の足を引っ張ってしまうことが、この状況をさらに後押しする。新人D佐藤の進行は「午後7時に昼食（夜中の屋外なのに編集で昼という設定にしようとする）」「自分で用意したスペシャルゲストの出演を、収録後に後から取り下げる」など、メンバーを振り回してしまう。考案した演出自体も「ダイナマイトを使うのだが使用量が200kg（ビル爆破に相当）」「200人分の流しそうめんを7人で食べ、最後に岡村が流れてくるという演出（もちろん流しそうめんのレールはふつうの竹の太さ）」などの実現には無理があるものばかりである。
さらに途中では紗理奈・雛形が仕事ということで離脱、岡村も不手際の連続に怒りロケを放棄してしまうなど現場のムードはどんどん悪化（もちろんだましの一環で実際はモニタリングに参加）してしまい。ついに濱口は本当の意味でテンションが下がってしまう。
メンバー達がなぐさめて続行するも、新人D佐藤の最後の進行は「山本と加藤が喧嘩する」。完全に不信感を抱く濱口をよそに、山本の運転する車に加藤がしがみつき、そのまま走行した車が遠くで炎上。唖然とする濱口だがこのあまりにおかしい一連の状況がドッキリであることには気づかず、そこに救急車が現れ中から矢部らメンバーが現れてネタばらし。最後に、黒コゲになった山本・加藤・岡村が登場したが、演出のしょぼさに濱口はロケ終了後もD佐藤への不信感は消えずじまいだった。

## 濱口に新しい彼女を!
1998年のめちゃイケ関係者の忘年会にて濱口は某タレントと破局した事を発表。そんな傷心の濱口に対し「お年玉」として濱口に彼女を作らせてあげようと企画。そこで矢部は最適な候補としてミニスカポリスの松井友香を用意する。しかし忘年会にて濱口は「もうタレントなんて懲り懲りです」と発言して、それが気にかかった岡村は「素人である事」「控えめな性格である事」「芸能人の気持ちが分かる人」という3点がばっちりはまった女性として大久保佳代子を用意。どちらに濱口がついていくか競うこととなった。
松井サイドのキューピッドとしてあさりど堀口が、大久保サイドのキューピッドとして加藤が付き、濱口を招待してのコンパを開催。モニタリングするメンバーは逐一番組からのお年玉を賭けての濱口の行動予想を行った（実質的には「濱口を信じて大久保に賭ける」か、「お年玉に目がくらんで松井に賭ける」かという構図であった。）。
結果的には大方の予想通り松井に惹かれ、ついに松井の部屋へ。さらに最終テストとして松井を残し外に出た際に、濱口をけしかける堀口を引き留めるかという判断にもあっさりと乗ってしまう。狼藉の連続にずっと信じていた岡村は怒り心頭でモニタリングを放棄しどこかへ消える。さらに、矢部は前々から濱口が「今度は逃げられないようにすぐに結婚し子供を作らせる」と発言していたことを思い出し、「このままでは松井の身が危ない」とメンバーの間に緊張が走る。
濱口が松井の家に戻ると松井がベットで苦しんでおり、次第にお腹が膨らんでいく。最後はそのお腹を破り岡村が赤ちゃんスタイルのパンツ一丁で登場してドッキリが判明した。岡村曰く「こいつ（濱口）ほどこっちの思い通りに動くコマはない」と称したドッキリであった。

## 史上最大の作戦 濱口優をボウズに!
キャバクラやコンパを優先させて仕事に支障を出していた濱口に反省を促すべく、自ら進んで坊主頭になってもらおうという企画。
かつて『愛するコンビ、別れるコンビ』にて、仕事に集中してもらうためコンパに行かない誓約書を書かせたのだが、その後もキャバクラに通っていたため、今回の作戦を実行に移す。岡村は、濱口の頭を「ツルツルどころかトゥルトゥルという擬音が似合うほどの、徹底的なスキンヘッド（略してトゥキン）」にしてしまおうと計画。
ある日、スタッフに呼び出された濱口は「新制作のハリウッド映画に日本人キャストが必要で、濱口が適役なのではないか」という話を聞かされ、俳優選考オーディションへの参加を勧められる。その結果、岡村の目論見通りに濱口はこの架空のオーディション会場に出席するが、オーディションを受ける者全員の共通点が「眉毛が太い」というものだった。最初の話を聞かされた頃に、自分のアピールポイントが眉毛ではないかと予想していた濱口は、自分の予感が的中したことを確信し、いよいよ今回の計画に嵌り込んでいく。監督として登場したジョージ・ルーカスの偽者はあまり似ていなかったが、濱口はジョージ本人の顔をあまり知らなかったため、ドッキリとは気づかなかった。着々とオーディションに勝ち残る濱口だったが、信憑性を深めるために眉毛の濃い我修院達也が最終選考まで残るという演出もあった。
ただ、あくまでも目的は「芸人としての仕事への姿勢を問う」ものであるため、「合格したらスケジュールを1か月空けてほしい」というめちゃイケレギュラーに対する要求としては無茶なものや、「仕事の時間に被る形で開催される最終オーディション」といった仕掛けを用意して、濱口に「本来の仕事とハリウッド出演の二択をかけさせる」ことで、引き下がろうと思えばいつでも引き下がれるようにした上で、引き下がった場合は坊主頭にする計画を取り下げることにしていたが、出演する映画が「スター・ウォーズ・エピソード2」であることを匂わせられたこと、ギャラが億単位の超高額だったこともあり、結局最後まで引き下がることはなかった。
最終オーディションに勝ち残った濱口だが、ここで初めて自分の役がどんなキャラクターなのかを知らされる。そのキャラクターこそがスキンヘッドの容姿をしており、出演するつもりならばこの場で自分の意志で坊主頭にしなければならず、承諾するも拒否するも濱口本人に委ねられた。
そしてついに映画の記者会見が始まり、ここに濱口が登場することになる。メンバーは記者に紛れて待機していたが、濱口がどんな選択をするかは現れてのお楽しみであった。その結果濱口は、ここで発表されたあり得ない役名「グッチョン・スカイウォーカー」を全く疑わず、ものの見事にトゥキンで現れたため、メンバーがネタバラシしてドッキリが判明した。

## MECHAIKE IMPOSSIBLE
2000年4月8日の「初生放送だよ全員集合！四月馬鹿スペシャル!!」に濱口を遅刻させるという「史上最もありえないドッキリ」。バラエティ番組としては大規模となる6000万円もの予算と300人もの人材が投じられた。
前回のドッキリにて、「トゥキンヘッド」にまでなってしまったドッキリの天才芸人・濱口に『絶対にありえないだましを』ということで企画が決定した。
本来の予定では番組初となる生放送を実施ではあるが、実は「生放送ではなく実際は事前収録を流しているだけの疑似生放送」という視聴者へのドッキリ企画というウソプロジェクトを濱口に伝え、実際にウソのスペシャル収録を実施、また、ウソスペシャルでは加藤が遅刻する設定（加藤本人は知っており、サブで収録を見守った）で行われた。また、通常は秘密にするはずの「初生放送」を大々的に宣伝することで番組表を見ても不審がらないよう配慮された（当日まで番宣用に使われた映像もこの加藤がいないウソの収録の映像が使われるほどの徹底ぶりだった。）。
続いて生放送当日の夕方まで濱口のスケジュールを拘束するため、ウソの番組企画書『よゐこ・釈由美子のためにならないTV（仮題）』を作成してウソ打ち合わせを行い、夕方以降の生放送中のスケジュールを拘束するためにウソの合コンをセッティング。相手役の女性をオーディションで予め選出し、当日は会場のカラオケボックスを1店舗丸ごと貸切り、さらに生放送中に濱口の知り合いからの連絡を防ぐためマネージャーが会社権限で濱口の携帯電話を解約するなど万全の体制で生放送を迎えた。
生放送開始後はメンバー（当時出産間近で、産休のため『めちゃイケ』自体も休演中だった雛形は欠席）に加えて和田アキ子と藤井隆と畑正憲をゲストに迎えて、様々なコントや企画を行いながらも濱口の合コンの様子を全国に生中継した。さらに『クイズ生濱口優』も実施、相手女性からの『めちゃイケ休んだことありますか？』という質問に『基本的には遅刻するけどな』というミラクル発言をし、スタジオを爆笑の渦に巻き込んだ。
生放送も終盤に入ったところで、番組は遂にネタばらしに動く。合コン会場では、濱口が相手女性からのリクエストにより、カラオケで『15の夜』（尾崎豊）を歌うことに。そして、曲がサビに入ったところでカラオケ映像がスタジオでサビを歌うメンバーたちの生映像に切り替わり、ドッキリが判明。その直後に濱口のところへスタッフが乱入、崩れ落ちるリアクションでスタジオの笑いを誘った。
最後に、カラオケの歌詞になぞらえて盗んだバイクで走り出すようにと、カラオケボックスの入り口に用意したバイクでフジテレビまで向かわせ、フジテレビ到着後スタジオまで走る濱口の前におさるが現れ、他の出演者から歓迎されたのみならず濱口のために用意されていた席に座ってしまう。当然その間放置され、最後まで報われなかった濱口だった。
なお、ウソスペシャルでは「爆裂お父さん」で本来長男役の濱口が加藤の代役で父親となったり、「クイズ濱口優」では「七人のしりとり侍」の野武士がいきなり乱入してきて濱口を丸裸にするというくだりがあった。しかし、実際にテレビ放送されたのは事前に放送された番宣CMや当日の昼に関東地区で放送された「中居&ナイナイ日本一周仕事の旅」（本放送は1999年12月25日）の再放送でのPR映像、さらに生放送内で流れたわずか数十秒のVTRのみで本編そのものはお蔵入りとなっている。

## ソニン色仕掛けPV撮影
濱口にソニンと付き合っていると思わせ、ソニンが色仕掛けをしているプロモーションビデオ撮影ドッキリ（演出は岡村）。
EE JUMPがユウキの謹慎中のため、ソニンがソロで発売した『WINTER-寒い季節の物語-』のPVを、濱口を相手役に歌詞通りに撮影。順調に撮影は終了したものの、岡村は肝心の冒頭の歌詞「寒い冬ね」の部分を撮影し忘れており、「濱口には強烈に寒い思いをして頂きます!」と言う事で、PV撮影シーンの一つであった腕を組んで歩いている場面をFRIDAYにすっぱ抜かれ、大人同士の話し合いとして和田マネージャーに横浜の倉庫街まで連行される。
ソニンが「和田さんにボコボコにされる…」と、スタンガンで応戦する決意。一方、濱口はなぜかブーメランを渡され「なんでブーメランやねん」と言いつつ一応それで応戦する事に。やがて黒塗りの車数台が到着、ソニンは怖い人たちに連れ去られ、濱口は取り押さえられ、目の前でソニンの周りに灯油を撒かれる。ソニンが濱口に目の前にあるスプリンクラーのボタンを押すよう催促し、ボタンを押すと濱口の頭上から大量の水が降り注ぐ。そこでソニンが冒頭の「寒い冬ね」と歌ってドッキリが判明。しかし、濱口は過去によく似た経験があるらしく、「リアル過ぎんねんぞ!」 「半分ホンマや、これ!」と絶叫。そのため、ドッキリだと分かった時は安堵から泣いていた。また、この企画が縁で2003年には「笑っていいとも!」の「テレフォンショッキング」でソニンがよゐこを紹介している。

## 濱口 大学合格への道
この企画を始める前の抜き打ち中間テストSPで「スペシャルバカ」の不名誉を背負った濱口。それのリベンジとして、かがりディレクター（明松功）の提案で他のメンバーには内緒で大学受験を行い、合格することでメンバーに逆ドッキリをする決意をする。だが実はこの提案自体が番組側の仕掛けであり、他のメンバーもこのことを知っていた。
まずは勉強嫌いな濱口が勉強に励めるような環境を用意するため、濱口がドラマ「あすなろ白書」を気に入っていたことから、架空の予備校「青教学院」（「青教学院大学」のパロディ）を用意。さらに2002年度準ミス青山の財部実奈が家庭教師となり勉強に励んだ末に、志望校である青山学院大学理工学部を受験したが、当然、不合格に終わった。その際、事前に自ら模擬試験に挑戦した事が明かされたものの、結果は英語34点（200満点中）・化学8点（100満点中）・数学0点（200満点中）で当たり前のごとく、だった。
計画の発案者である岡村は、大学生になるチャンスを最後まであきらめさせないよう、現在の日程で受験できる大学をすでに日本全国規模でチェックしており、スタッフを通して濱口に紹介。合計10校の受験の末に、ついに1校の合格を掴みとる。しかしそれは、番組側がもしものことを考えて用意していた架空の「桐堂（きりどう）大学」であった。
白鷗大学が全学挙げてだまし企画に協力しており、架空の入試日当日、そして架空の入学式当日のロケでは本キャンパスの看板を全て「桐堂大学」に掛け替えるなど本格的なものであった。受験においては、入試当日朝小山駅前に予めタクシーを用意（運転手は仕込み。ロケ当日は「桐堂大学」となっていた白鷗大学まで運転）、さらに試験では合格の手ごたえを味わってほしいという趣旨から入試の問題レベルを一切落としていなかった（番組の紹介によると偏差値42相当）が、番組側が試験に仕込んだいくつもの仕掛けが功を奏して、結果は化学91点・数学85点（共に100点満点中）という好成績を飾る。
4月1日のエイプリルフールに行われた入学式においても以下のような仕掛けがあったが、その全てを濱口は疑っていなかった。
- "人学式"（ひとがくしき）という初歩的な漢字ミス
- 逆さ眼鏡やマネキン（エキストラ経費削減の為らしい）といった周囲の怪しい学生たち
- ラジオ体操
- 単位を与える餅撒き
- 校歌は濱口の大学挑戦にちなんだ専用の歌詞
  - 特に後半は、早稲田大学の校歌のメロディをモチーフに、何度も「キリドウ」と復唱する。やがて「ドッキリ」に聞こえてくる仕掛けだが、濱口は気づかずに最後まで自ら「キリドウ（ドッキリ）」を連呼していた。

最後は、白髪のお茶の水博士風のカツラをかぶった岡村が「72歳の桐堂大学第六代学長」という役で学長挨拶に登場し一言「こんな大学…ありません!」と宣言し、ネタばらし。その瞬間エキストラの学生たちもその場に一斉に倒れこむという手の込みようであった。状況を把握できていなかった濱口の元にめちゃイケメンバーが集まり、岡村から「キリドウを連呼してみて」言われた濱口は「キリドウ、キリドウ、キリドウ…ドッキリかぁ!!」と叫んで初めてだまし企画であったことに気づく。当シリーズ史上最長の180日に及ぶ長期のドッキリであり、「…長い!」と感想を漏らした。さらに数学の入試時にカンニングを行った事を白状させられたあと、最後に「卒業式」が行われた。ちなみに濱口は入学のために引越しを行い、住民票も白鷗大学のある栃木県小山市へ移していたが、ドッキリ判明後に東京へ戻された。
フジテレビ掲示板に寄せられた視聴者からの感想は賛否両論のものであった。しかし、企画に参加した予備校の講師は「これまで勉強してこなかったから学力が低かっただけであり、本来は勉強に向いており教えた分を素直に知識として吸収する」と評価した。

## 濱口優の一日百万円生活
広報番組の取材のためテレビ朝日を訪れた濱口の前に岡村が現れ、本日の収録が実はフジテレビであることを明かした上で、濱口が出演している『いきなり!黄金伝説。』（テレビ朝日）内の「1ヶ月1万円生活（節約バトルシリーズ）」コーナーの苦労を労う形で、「1日100万円生活」を提案。その極端なタイトルに戸惑うが、その場で現金100万円を手渡されると即座に承諾。1日で100万円使い切るルールで、専用の衣装とリムジンが用意されてスタートした。
しかし、この100万円の正体は、事前にめちゃイケの片岡飛鳥総監督が、松竹芸能から実際の借用書にて前借りした濱口の給料である。濱口は2004年1月の「めちゃイケ新年会」において寝るだけで賞金100万円を手にしており、これに対して岡村が「汗をかかずに金を稼いだ」ということで不満を抱いたため、100万円を取り返すのが目的だった。
100万円の使い道に迷っていた濱口だが、番組側は偽アンケートにて欲しい物をあらかじめチェックしており、それにちなんだ店に案内することで、スムーズな買い物をさせようとした。また、アンケートを元に各メンバーの不用品となった私物を募集しており、それぞれの店ではそれらの不用品を加工して陳列。店員も全てエージェント（番組スタッフ）であり、巧みな接客で購入させることに成功。
さらに、濱口が「この機会に普段買わないものを買いたい」とリクエストしていたため、他の不用品を買わせるためにオークション会場へと案内。それぞれの品には、アンケートにて判明した濱口の関心を持つものに合わせた設定を付けることで、いかにもお宝に見える形で買わせやすくしたほか、効率良く大金を使わせることにも成功（主催社名「useless」は「不用品」の意味だが、濱口は気づいてはいなかった）。またこの時、本来オークションでは厳重注意ものである「買う気がないのに値段を吊り上げてギリギリで引き下がる」というイタズラを思いつき、密かに決行していたが、ルノワールの椅子（下記）の値段を吊り上げた際に他の参加者が引き下がったため、意図せず落札してしまった。これにショックを受けた濱口は、以降慎重な姿勢へと変わり、購入しなかった不用品が数点ある。
こうして100万円のうち大部分を使った濱口は、余った所持金で豪遊するため六本木のネオン街に行こうとする。しかし、こうなることを想定した番組側は、あらかじめ制作しておいた架空のブリーフパブ「もっこりひょうたん島」に案内し、そこで残りの全額を使わせることに成功・100万円を取り返した。
| アンケートで募集した類の品物（店頭で購入）                                  | アンケートで募集した類の品物（店頭で購入）                                           |
| 濱口に伝えられた内容                                                        | 実際の内容                                                                           |
| --------------------------------------------------------------------------- | ------------------------------------------------------------------------------------ |
| マウスのトリプルクリックで 素早く電源を切れる「銀Mac」                      | 加藤の突然電源が消えるMacを銀塗装したもの （トリプルクリックで電源が消えるのも偶然） |
| アロマの香りが出るダブルベッド                                              | 雛形のダブルベッド （香りは店員がスプレーで出したもの）                              |
| オークションで買った品物                                                    |                                                                                      |
| 濱口に伝えられた内容                                                        | 実際の内容                                                                           |
| 限定48品エア・マックス日本語モデル「や」                                    | 矢部の古いエア・マックス （もちろん「や」は矢部の意味）                              |
| マドンナが来日時にかぶった帽子                                              | 山本がコントで使用した帽子 （Lサイズだがもちろん山本の頭の大きさである）             |
| 画家ルノワールが愛用したイス （濱口曰く「ルノワールって喫茶店ちゃうの!?」） | 武田の中学生時代の手作りイス                                                         |
| 新撰組・近藤勇のデスマスク （濱口は当時「新選組!」にハマっていた）          | 光浦の笑っていいとも!で使用した顔型                                                  |
| オークションに出品したが、濱口が買わなかった品物                            |                                                                                      |
| 濱口に伝えられた内容                                                        | 実際の内容                                                                           |
| ロード・オブ・ザ・リングで使われていた指輪                                  | 紗理奈が昔の彼氏にもらった金メッキ付きの安い指輪                                     |
| 少林寺の開祖・跋陀禅師の掛け軸                                              | 有野が中国ロケで購入した掛け軸                                                       |
| 山口百恵の銀歯                                                              | 大久保の銀歯                                                                         |
| 残金を全額使わせるために番組が用意した舞台                                  |                                                                                      |
| 濱口に伝えられた内容                                                        | 実際の内容                                                                           |
| ブリーフパブの女の子が3日間はいていたブリーフ                               | 3日間はいていたブリーフは本当だがはいていたのは岡村                                  |

この後濱口をスタジオに呼び、そこでブリーフパブの真相を明かすことでドッキリが判明した。
ちなみに、ドッキリ実行の1週間後にネタばらしをしようとしたところ、構成作家の鈴木おさむが濱口と会った際に、濱口からこのブリーフパブに誘われてしまった。もちろんブリーフパブは元から存在しないため、鈴木が担当ディレクターの戸渡和孝に連絡を取り、戸渡Dが急遽思い付いた「『ブリーフパブが摘発されたから行かないように』という連絡が来た」との嘘で必死に引き留めてどうにかバレずに済んだが、ドッキリ企画の判明を恐れてネタばらしを早めた、という裏話がある。

## 株価大暴落! どぜうモンショック大作戦
当時の株ブームに警鐘を鳴らすべく「株をなめていると大変なことになるぞ」として、株で大金持ちにさせた後に大暴落による借金が残るという、当時発生したライブドア事件への皮肉を兼ねた企画。
しかし、メンバーから濱口のことについて「金儲けに興味が無い・難しいことが嫌い・数字が苦手・ギャンブルをしない」と言われていたため、株をテーマにした今回のドッキリは根本的に難しいのではないかと思われていた。そこで、松竹芸能全面協力のもとで大掛かりな仕掛けを用意することになる。松竹芸能が「DMCブラザーズ」というアメリカの架空映画配給会社に買収されたうえで、グループ中核会社と合併し「松竹DMC芸能」となった設定で、その株を買わせるというもの。DMCとは創業者3兄弟のファーストネーム (David, Michael, Charles) の頭文字という設定だが、実際はだましの略である。
また、経済評論家の佐藤治彦が仕掛け人として参加し、株の仕組みから現在の儲け額などを濱口に説明する役割を担った。
記者会見では、株に詳しい北野誠が説明やアドバイスを行なったほか、後輩の安田大サーカス、ますだおかだ、アメリカザリガニが出席していたことで合併の信憑性を深ませた。DMCブラザーズの重役はこの記者会見で「日本一バカなお笑い芸人のドッキリ企画を初のスペシャルで放送すると言う事で、出演者・スタッフ一同大いに気合が入ってます。もちろんアメリカにもDMCブラザーズなんて会社はありません。私の本名もスティーブではなく、アリです。去年イランから来ました。普段は日暮里のイラン料理店でアルバイトをしています。ちなみに私の今日のギャラは2万円です。確かに上司の港からは赤字は出すなときつく言われています。でも、お金なんて二の次なんです。改めて、皆さんも気を引き締める為に一緒に日本語でお願いします。成功させましょー」と全てを激白していたが、英語で話していたため濱口は気づかなかった。
会見内での下線部分は、5月13日で紹介された未公開シーン。その中での太字は日本語だった箇所。
買っておけば後で株価が上がると吹き込まれた濱口は、この時にまず上場前の未公開株を後払いの形で300株（300万円）を購入。しかもこの収録の翌日に他局のロケでケニアに行っていたため、松竹DMCに関するニュースが一切流れないことに気づくこともなかった。なお、購入した際に書いた英字の名前が「Hamagochi」（ハマゴチ）になっており、本来は名前を誤記すると購入が認められないが、架空であるためそのまま購入扱いとした。
株主優待パーティでは、松竹芸能安倍彰社長や難波規精（コズモ難波）東京支社長、叶姉妹、宮崎駿のそっくりさん、ビル・ゲイツを名乗る男性(容貌は全く似ておらず、ただ単にパソコンを持った82歳のおじいさんだった)、鈴木宗男(当時現職の衆議院議員。本来坂田利夫をそっくりさんとして起用する予定だったが仕事の為都合が付かず、そっくりさんの代役として鈴木本人に出演を依頼したところ何故か快諾した為)などが出演。そして後輩芸人と共に持ちネタを披露することになるが、周囲の反応で株が即取引できるようになり株価が上下するという設定で、後輩たちが株価を下げる中、濱口の「どぜうモン」で株価が上がる演出を見せ、これをきっかけに500株を購入（計800万円）した。もちろん、まだ未公開であるにもかかわらず株価が変動することや株主を集めてのパーティはできるはずはない。また、上場した証券取引所も架空の「ワシントン証券取引所」である。
株価上昇に気をよくしたDMC首脳陣は濱口と料亭で会食を行い、この時に1枚1000株（1000万円）相当の金の株券を無料で譲渡される。これは存在自体もさることながら、値上がり率が高いというあり得ない設定。さらに、2004年からアメリカで放映されていたPUFFYを題材にしたアニメにあやかり、「どぜうモン」をアメリカ進出させようという計画も伝えられた。
こうして濱口が取得した1800株は、最初の購入から3週間後には約3100万円の利益となっていた。これを大損させるきっかけとして『レインボーブリッジ発』という架空のニュース番組を作り、粉飾決算を報道。松竹DMC芸能は家宅捜索を受けて株価が大暴落。北野はここで「株価が100ドルを割り込むと、その場で支払い義務が発生する」「利益の大きい金の株券は損失も大きく、支払いは2500万円」というデタラメの情報を教えることで、金の株券はたちまち2500万円の借用書のような存在と化してしまい、合計3300万円の損失という設定を生み出した（もちろん本来の損失は最初の株購入代800万円であり、実際は後払いのため1円も支払っていない）。
山奥〜豚の乱〜の収録では山本（やま様）に粉飾決算のことについていじられる中、架空の証券取引所サイトにて売却を試みる濱口だが、世界中から松竹株の売り注文が来ている設定のため、売買できるのはルーレットで当たりを引いた者だけで、当たりが出ても電波が途切れる表示が出ることで必ず失敗するというありえない仕掛けだが、何とか相方の有野が売却に成功し、後輩の安田大サーカス・HIROが多額の借金を抱え失踪した（本人は中華街で肉まんを食べていた）ことも濱口を追い詰める結果になり、追い詰められた人は冷静な判断力を失いやすいことを計算に入れており、濱口に気づかれることはなかった。どうしても売れない濱口は、最終手段として、横浜市の倉庫街にて香港マフィアが仕切る闇の証券取引所を紹介され、承諾する。闇社会などの話を嫌う濱口がこの話に乗ったことは、いかに追い詰められているかを周囲に示した。
取引所のボスにジェスチャーでアピールして、アピールが気に入られた人にはキョンシーのような札を貼ってもらい取引が成立するという設定だが、この演出は100%のデタラメではなく、「昔は挙手で取引をしていた(場立ち)」「取引が行われた際の証明用紙があった」ことを踏まえたものである（キョンシーの札も用紙というネタであり、有り得ないのはこうした部分的な演出）。取引開始合図が「五, 四, 三, 二, 一, 开始（ウー、スー、サン、アール、イー、カイシェ=スタート）」のように中国語のアナウンスで臨場感を出しており、闇社会の雰囲気作りと重なって、濱口はアピールに躊躇する。同行していた佐藤はそれを見て「売れないよそれじゃあ!!」と役者顔負けのアドリブで叫び、共演者の度肝を抜いた。
マフィアのボス「弐礼」を演じていたのはの中川礼二（中川家）だったため、彼のしゃべっていた中国語はデタラメがほとんどで、調子に乗るうちにギリギリの口調で日本語も喋っていた。礼二のバーター出演として中川剛も出演しており、濱口同様に株を売りに来た設定だが、濱口に近づき過ぎたため途中で強制退場させられた。
会場内では濱口が気づかないであろう範囲でネタバラシをいくつも含んでいた。濱口が取引所に入場した際の「濱口走進来了（ピンコウ、ザオジンライラ=濱口さん入られました）」や、さりげなく設置されていた餃子の王将の看板、礼二の命令で連呼されていた「ピンコウシャグァ」など。この連呼は、意味が中国語で「濱口馬鹿（濱口バカ）」だが、濱口は気づかず自らこれを連呼。
最終的には無事売却できたが、次の瞬間に取引場がヤクザの襲撃を受け、濱口は佐藤と共に「傻瓜（中国語でアホ）」と書かれた通風口（「普通」「天才」と書かれた通風口もあったが全てダミー）へと逃げ込むが、その先は横浜拘置所の牢屋。岡村の一言「2時26分、どぜうモン逮捕！」でドッキリと判明した。
他にも今回は、子供にいたずらされるなど小さいドッキリがいくつも行われたが、収録中に濱口のマンションに出ていた幽霊はドッキリではなかった。
このプロジェクトの唯一のミスは田村亮（ロンドンブーツ1号2号）をキャスティングしたことであり、DMCブラザーズが濱口にプレゼント（実際はレンタル）したバイクを回収するため濱口を飲みに誘ったが来ず、亮は濱口からのVTRで「騙されなくてごめんな」と言われた挙句、中嶋Pから数千円のギャラを渡されるというお粗末なオチをつけられた（バイク自体は後日、加藤が濱口を飲みに誘うことで回収した）。
架空の「ワシントン証券取引所」のサイトは、放送終了後しばらくの間めちゃイケの携帯サイトで公開されていたほか、株を売るためのルーレットも無料でダウンロードできた（Flash対応機種のみ）。

## イツザイだらけの春祭当て逃げのスペシャル!!
濱口が実の弟で占い師の濱口善幸（通称よっちゃん）に占ってもらい、その内容を収録2日間に全て実現させてしまおうというダマシ。しかし、上記の通りこれまで数々のどっきりを仕掛けてきたため、再び『めちゃイケ』単独で企画を仕掛けると濱口にバレてしまう恐れがあったので、よりリアルな演出でドッキリ発覚を防ごうと、今回は濱口がMCを務める他局（テレビ東京系列）の『イツザイS』スタッフの全面協力で作られた。さらに今までは準備が長期間だったものを今回は短期間で完成させ、疑う余地を与えなかった。
よっちゃんは『イツザイS』に出演しており、濱口の父曰く「出産間近に助けた白蛇の生まれ変わり（=神の生まれ変わり）」である。そこで濱口を占ったところ、結果は以下の通り。
- 4月に新しいバラエティの仕事が入る
- 6-7月頃に下半身のケガに注意
- 夏から秋にかけてガツガツした女性と出会う
- もうけ話に注意する
- 濱口の新しいギャグである『出口、入り口、オレ濱口』は最初はウケるが後にビックリするほどスベる

しかし、真剣に占って貰った故に春スペシャルまでに結果が出ない事は勿論、秋スペシャルでも間に合うか疑わしかったため自分たちの手で占いの結果を実現させることになる。まずはテレビ東京による熱海占いツアーのニセ特番を制作（「新しいバラエティの仕事が入る」的中）。この『イツザイS』からはスタッフと出演者全員が仕掛け人だが、唯一TKO木下隆行だけはテレビ東京サイドから「めちゃイケと知ると緊張して何をやらかすかわからない（バレる危険がある）」のお達しがあったので、仕掛けを知らされずドッキリに巻き込まれた。
そしてMr.マリックを占い、「全国ツアーは成功するが体調に注意」と出る。その後のマリックが披露した超魔術がことごとく失敗、それを笑った濱口の急所を怒りのあまり握ってしまう（「下半身のケガに注意」的中）。
続いてジャガー横田・木下博勝夫妻を占い、幸せが来ると出るが、おしどり夫婦の実態は仮面夫婦であり、木下は若い美人マネージャーと付き合っていた。その夜の飲み会でジャガーの怒りが爆発、近くに座っていた濱口はガツガツと殴られ、TKO木下も巻き込まれた（「ガツガツした女性と出会う」的中）。
ギスギスした雰囲気で翌日のロケへ。最後の仕掛け人上原美優が登場。体調が思わしくないと言っていたが、濱口とTKOは休憩室にて上原の妊娠を知る（隣の部屋との壁が薄く会話が筒抜け）。それを聞いてしまった3人に対し上原のマネージャーが口止め料としてTKOに1人1万円、濱口に2000円を払う（「もうけ話に注意する」的中、「口止め料」「上原が子供をもうけた」という二重の意味）。
そしてニセ番組のエンディング。その前に3組がもう一度占って内容を変えてほしいと詰め寄る。その光景を濱口とTKOはモニターで見ていた所、いきなり上原のお腹が大きく膨らみ「産まれる」と悲鳴を上げる。モニターが映らなくなった瞬間、よっちゃんの占いの館が爆発・炎上。そこで岡村達が登場、ドッキリが判明した。しかし爆破の影響は凄まじく、「もしかするとよっちゃんは神様になってしまったのか」と濱口は心配していたが、瓦礫の中から登場したのはモンスターエンジンが演じる神様だった。そして岡村も神様の一員となったところでネタばらし。
ラストはバスに戻る階段の上で『出口、入り口、オレ濱口』をやったところ階段がスロープになり濱口が滑り落ち（「ギャグは最初はウケるが後にビックリするほど（階段で）スベる」的中）、完結となった。ちなみにこのギャグはKAT-TUNの田口淳之介の『入り口、出口、田口です』と酷似しているが、無関係である。
なお『イツザイS』では、このドッキリの放送翌日である4月11日放送分から5月9日放送分まで、『イツザイS×めちゃイケ』のコラボスペシャルと、『イツザイS』サイドから見たドッキリの裏側、めちゃイケメンバーをよっちゃんが占う様子が放送されていた。

## 濱口と重盛が番組内恋愛!?
番組開始から16年を経て「初心に帰る」をテーマに過去行われていたコーナーを再開する中、濱口が新レギュラーの重盛と頻繁にメールのやり取りをしていることを岡村が知り、かつて『とぶくすり』時代に本田みずほと交際していた時のように「濱口は共演者である重盛に気があるのではないか」と危惧、またスキャンダルを繰り返さないためにも検証ためドッキリを仕掛けることになった。ただし、他の企画・コーナーの収録で多忙な中でのことだったため、メンバー招集から3時間後に仕掛けてすぐにネタバラシして終わらせるという、超短期決戦で行われることになった。
まずは重盛が相談を理由に濱口をレストランに呼び出し、濱口は普段行動を共にしているHIRO（安田大サーカス）を連れ入店。ただし濱口がHIROを連れてくるであろうことを想定していた番組側によってHIROも仕掛け人に徹しており、途中席を外し濱口と重盛を2人きりにして話しやすい状況を作っていた。
食後、駐車場にて忘れ物を取りにレストランに戻ったHIROを待つ間、仕掛けにより様々な方法でムードを高めた状態で重盛から自宅に来ないかと誘われ、濱口は悩んだ末に承諾したためにお仕置き決定。重盛の「事務所の人間」とされる強面の人々が現れ、車内から濱口と重盛を引きずり出す。そこに戻ってきたHIROが怒鳴った結果、事務所の人間の一人がHIROに向かって発砲しHIROが倒れる。呆然とする濱口の前に「事務所」の女社長が現れるが、その正体は元カノの本田だった。そこに岡村達も登場しネタばらし。